# グレネーダー 〜ほほえみの閃士〜 一方あの頃劇場
『グレネーダー 〜ほほえみの閃士〜 一方あの頃劇場』（-いっぽうあのけいげきじょう）は、漫画・TVアニメ作品『グレネーダー 〜ほほえみの閃士〜』のオリジナル・ドラマCDシリーズ。2005年2月16日にポニーキャニオンから隔月発売された。全2枚。

## 概要
- TVアニメ版のオリジナル・キャストによる、書き下ろしオリジナル・ストーリーの短編ドラマ。
- 主役声優・高橋美佳子と中井和哉によるインターネットラジオ『ご一緒しませんか』からの爆笑トークを特典収録。
- CDジャケットには、メインヒロインのミニ様子が描かれている。

## Target1
収録内容
1. 其の一「三年前」 [13:30]
2. 其の二「二年前」 [12:39]
3. 其の三「一年半前」 [9:21]
4. お楽しみキャストコール [6:00]
5. グレネーダー ほほえみのネットラジオ：高橋美佳子と中井和哉の『ご一緒しませんか』第8回(スペシャルエディション)（ボーナストラック） [11:23]
6. グレネーダー ほほえみのネットラジオ：高橋美佳子と中井和哉の『ご一緒しませんか』第9回(スペシャルエディション)（ボーナストラック） [12:58]

## Target2
収録内容
1. 其の四「一年前」 [11:31]
2. 其の五「二年半前2」 [9:28]
3. 其の六「一日前」 [12:46]
4. お楽しみキャストコール2 [8:52]
5. グレネーダー ほほえみのネットラジオ：高橋美佳子と中井和哉の『ご一緒しませんか』第10回(スペシャルエディション)（ボーナストラック） [10:27]
6. グレネーダー ほほえみのネットラジオ：高橋美佳子と中井和哉の『ご一緒しませんか』第11回(スペシャルエディション)（ボーナストラック） [12:08]
7. グレネーダー ほほえみのネットラジオ：高橋美佳子と中井和哉の『ご一緒しませんか』第12回(スペシャルエディション)（ボーナストラック） [12:14]